# ¡Qué noche de casamiento! (película de 1969)
¡Qué noche de casamiento! es una película filmada en colores en Argentina dirigida por Julio Porter según su propio guion escrito en colaboración con Ariel Cortazzo sobre la obra teatral homónima de Ivo Pelay que se estrenó el 28 de agosto de 1969 y que tuvo como protagonistas a Darío Víttori, Gilda Lousek, Fernando Siro y Diana Maggi.
La obra teatral tuvo en su momento muchas representaciones y hay una versión anterior dirigida por Enrique Carreras en 1953.

## Sinopsis
Un empresario italiano se enfrenta con los pretendientes de sus 4 hijas pero, un día, aparece un conde.

## Reparto
- Darío Víttori
- Gilda Lousek
- Fernando Siro
- Diana Maggi
- Joe Rígoli
- Fidel Pintos
- Emilio Vidal
- Laura Bove
- Silvia Merlino
- Carlos Borsani
- Emilio Comte
- Lalo Malcolm
- Elvia Andreoli
- Linda Peretz, como Licha
- Alfonso Pícaro
- Jacques Arndt
- Guadalupe
- Domingo Barbieri
- Ana María Montero
- Juan Carlos Lima
- Carlos Lagrotta
- Bianca Oss

## Comentarios
La Nación :

”Juegos verbales que el paso de los años ha vuelto algo pueriles…se destaca la gracia y la ductilidad de Diana Maggi, que sigue siendo una excelente actriz de comedia.”

Clarín dijo:

”Risueña y vistosa comedia nacional…su humor se remite invariarablemente a las formas primitivas pero eficaces esgrimidos por la obra.”